# Abdelfattah Sebbata
Abdelfettah Sebbata, né le 11 novembre 1937 à Rabat et mort le 1er novembre 2007 à Rabat, est un nationaliste du temps des protectorats au Maroc et un  résistant opérant dans la cellule secrète Attaifa auprès de Tahar Zniber ou encore Ahmed Balafrej.

## Biographie
Ayant grandi au sein d'une ancienne famille rbatie d'origine morisque, entourée de nationalistes comme Mehdi Ben Barka, Ahmed Balafrej, Allal El Fassi ou encore Boubker el-Kadiri, Abdelfettah Sebbata prit vite conscience du danger du colonialisme et s'engagea dans la résistance.
Il a connu la souffrance de la geôle sous le protectorat français ainsi que sous le règne de Hassan II, durant les « années de plomb ». En 1953, il fut condamné à vingt ans de prison à Kénitra, d'où il finit par s'échapper deux ans après son arrestation avec d'autres figures du nationalisme ; il n'avait alors que 18 ans. Il fonda en 1959, aux côtés de son compagnon de route Mehdi Ben Barka, le parti de l'Union nationale des forces populaires (UNFP), dont il resta un acteur principal. En 1963, il s'exila en Algérie puis en France – où il demeura jusqu'en 1980 – et en 1964, fut condamné par contumace à la peine capitale.
Il a été président du conseil municipal (ou « maire ») de Rabat dans les années 1990 et député de 1997 à 2003.

## Distinction
- Wissam du mérite national de l’ordre de commandeur[3]